# Egyetemi Színpad
Az Egyetemi Színpad Budapest V. kerülete 1957 és 1991 között élt kis színháza volt. 1992 óta új helyszínen ismét működik.

## Története
1957 szeptemberében nyílt meg az Eötvös Loránd Tudományegyetem támogatásával, annak Pesti Barnabás (ma Piarista) utcai (Bölcsészettudományi Kar) épületében, az egykori Piarista Gimnázium kápolnájának helyén, a Kádár-korszak kultúrpolitikai irányelveinek keretében. Tagjai főként az intézmény öntevékeny hallgatói közül kerültek ki: a művészetek, a társadalom- és természettudományok egyaránt foglalkoztatták őket. Az Egyetemi Színpadon belül működött csoportok: az 1948-ban alakult Bartók Béla Egyetemi Énekkar, 1957-ben a Koncertzenekar, 1958-ban a Tánckar, 1961-ben az Universitas Együttes, az egyetem amatőr színházi csoportja indult, egyidejűleg, de csak pár évre (1961-65), az Egyetemi (ELTE) Operaegyüttes. Az Universitas Bábstúdió, az ELTE Amatőrfilm Klubja és a Balassi Bálint Szavalókör szintén jelentős mértékben hozzájárult a Színpad jó hírnevéhez. 
Surányi Ibolya kezdetektől az irodalmi műsorokat szervezte. A Színpad fénykorában, az 1960-as években a különböző csoportok itthon és külföldön nagy sikereket értek el. Az Universitas Együttes, amelynek alapító tagjai közül azóta többen hivatásos művészek lettek – Fodor Tamás, Halász Péter, Hetényi Pál, Kristóf Tibor, Sólyom Katalin, Jordán Tamás – első nagy sikerét Majakovszkij Gőzfürdő című művével aratta. Ezután Arisztophanész: Madarak, Csokonai Vitéz Mihály: Karnyóné, William Shakespeare: Hamlet, dán királyfi című darabokkal is remekeltek. Számos nagy művész is segítette az egyetemistákat, így Ruszt József, Latinovits Zoltán, akik önálló estjeikkel szerepeltek, és Mensáros László XX. század c. műsorával. A kis Egyetemi Operaegyüttes is több nívós ária- és dalestet rendezett, valamint előadta Lehár "A mosoly országa" című operettjét. Az 1970-es évek elején beatzenekarok is felléptek itt, pl. az Illés-együttes és a Mini. Az 1980-as évek elején a hely vesztett jelentőségéből, már nem az a forrongó szellemi műhely volt, ami a kezdetekben. Ehhez alkalmasint hozzájárult az is, hogy 1976-tól az Universitas az ELTE Eötvös Klub alagsori helyiségébe, a Hordóba tette át székhelyét. 1982-ben átépítették és korszerűsítették a Színpadot. 
A piarista rend 1990 végén visszakapta a termeket. 1991. április 29-én tartották az Egyetemi Színpad búcsúestjét. 1992 novemberében egyéves bizonytalan állapot után a Művelődési Minisztérium és az ELTE együttműködésében a Szerb u. 21–23. alatti egyetemi épületben, Puskás Tamás vezetésével ismét megnyílt az Egyetemi Színpad.

## Képek

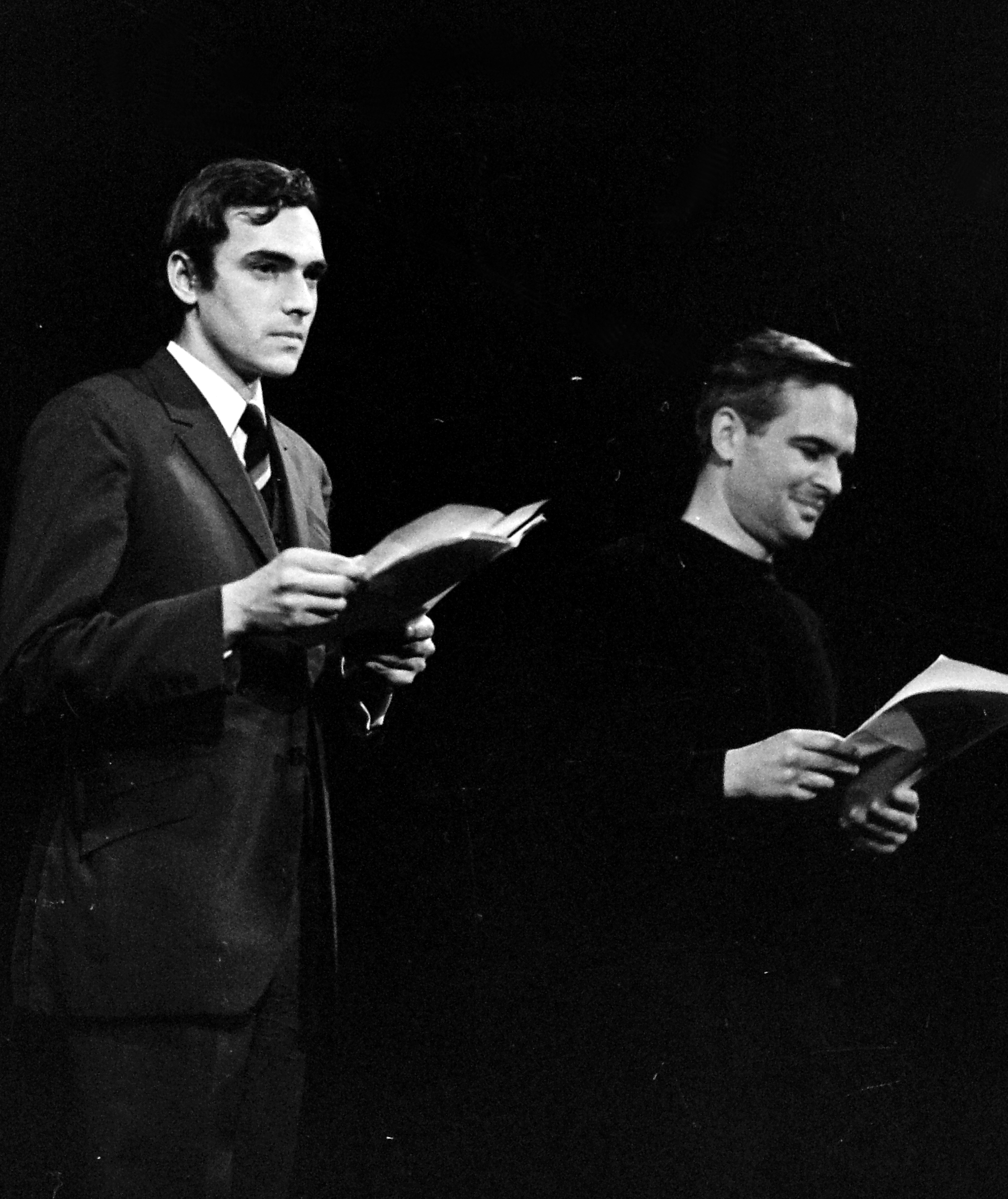
Benedek Miklós és Latinovits Zoltán, 1970
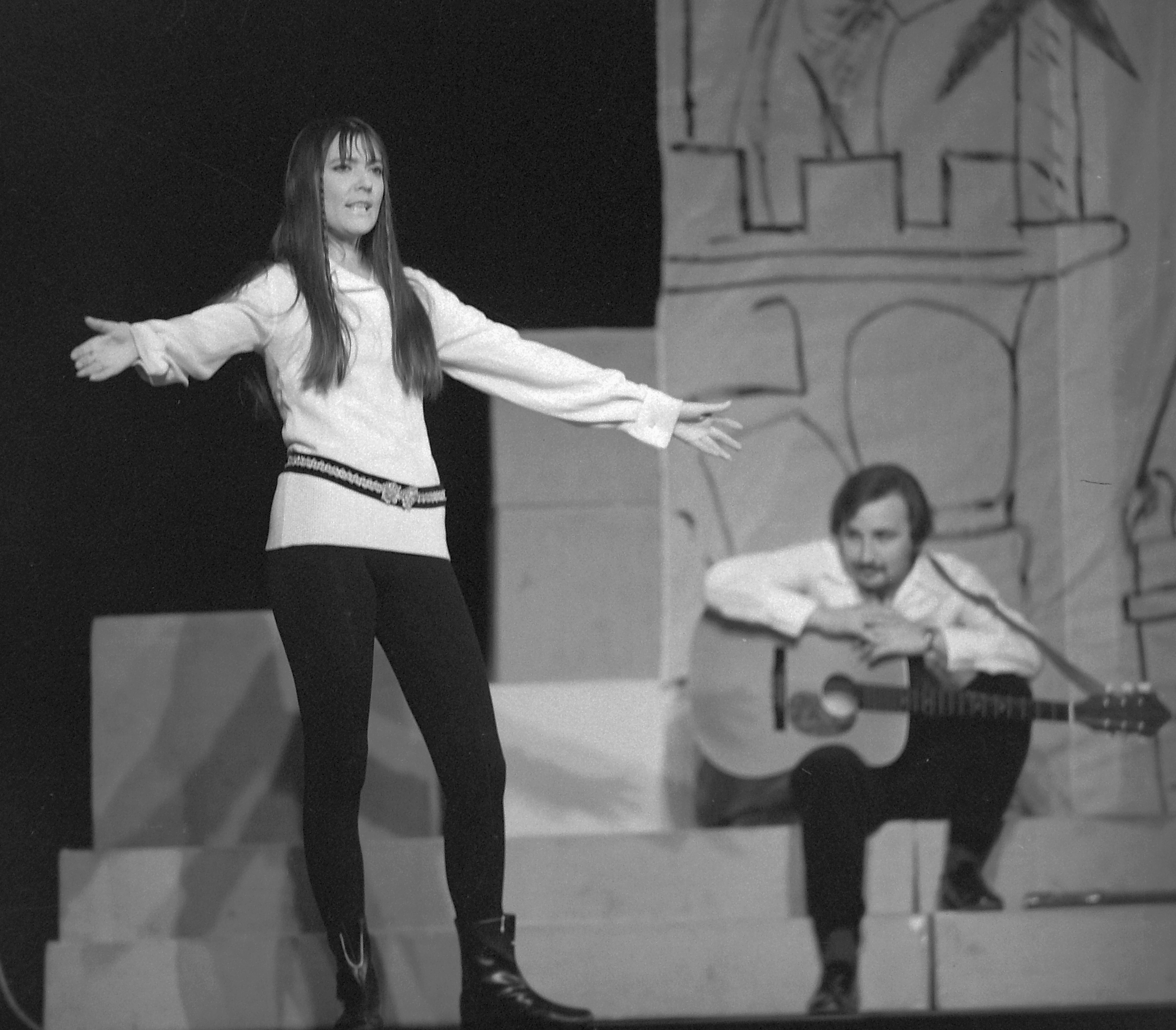
Márai Enikő és Mikó István, 1973
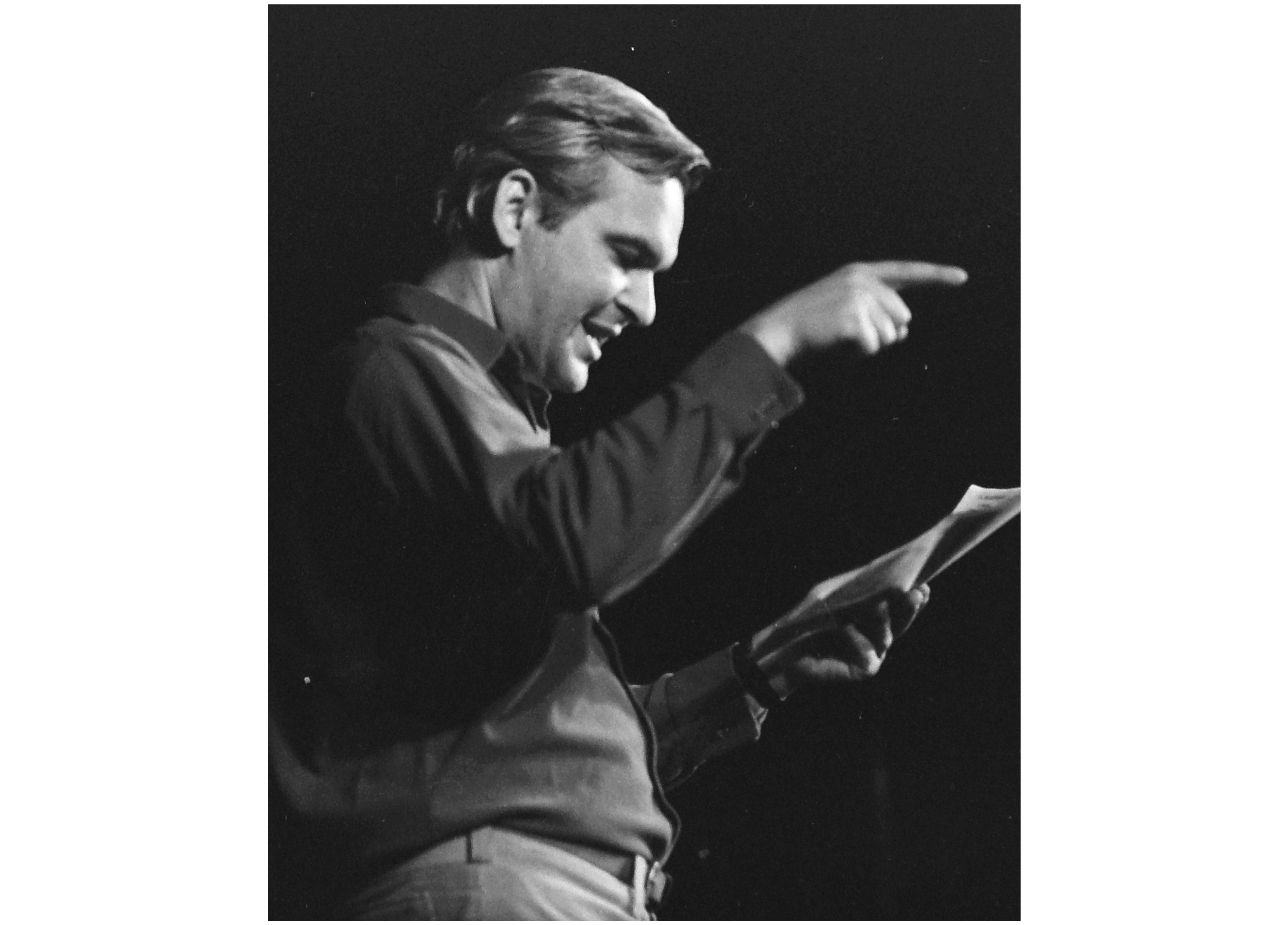
Latinovits Zoltán, 1974
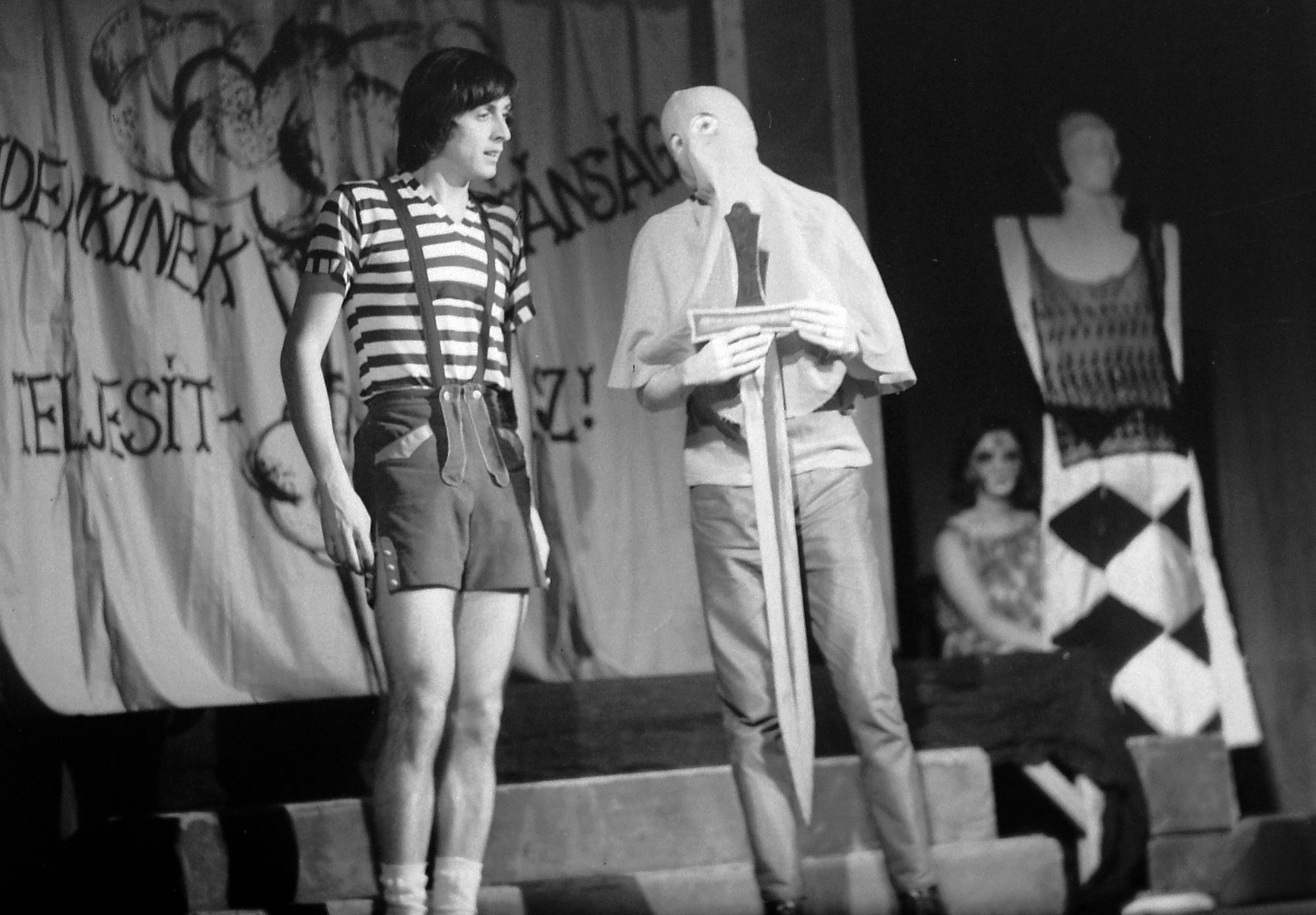
Dunai Tamás (balra) Déry Tibor Az óriáscsecsemő c. darabjában
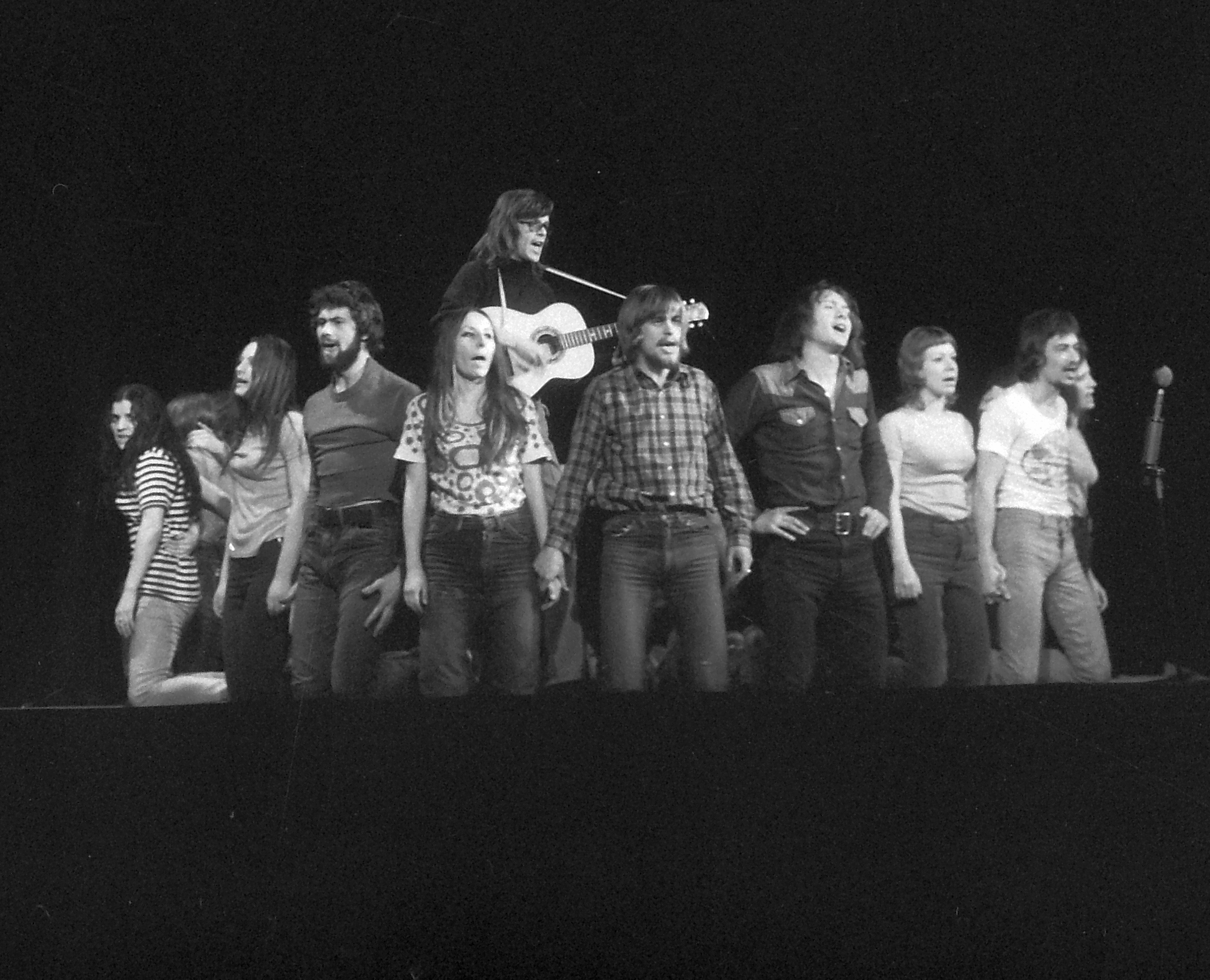
Petőfi rock, középen: Dózsa Erzsi, Árkosi Árpád, Vági László és Ács János
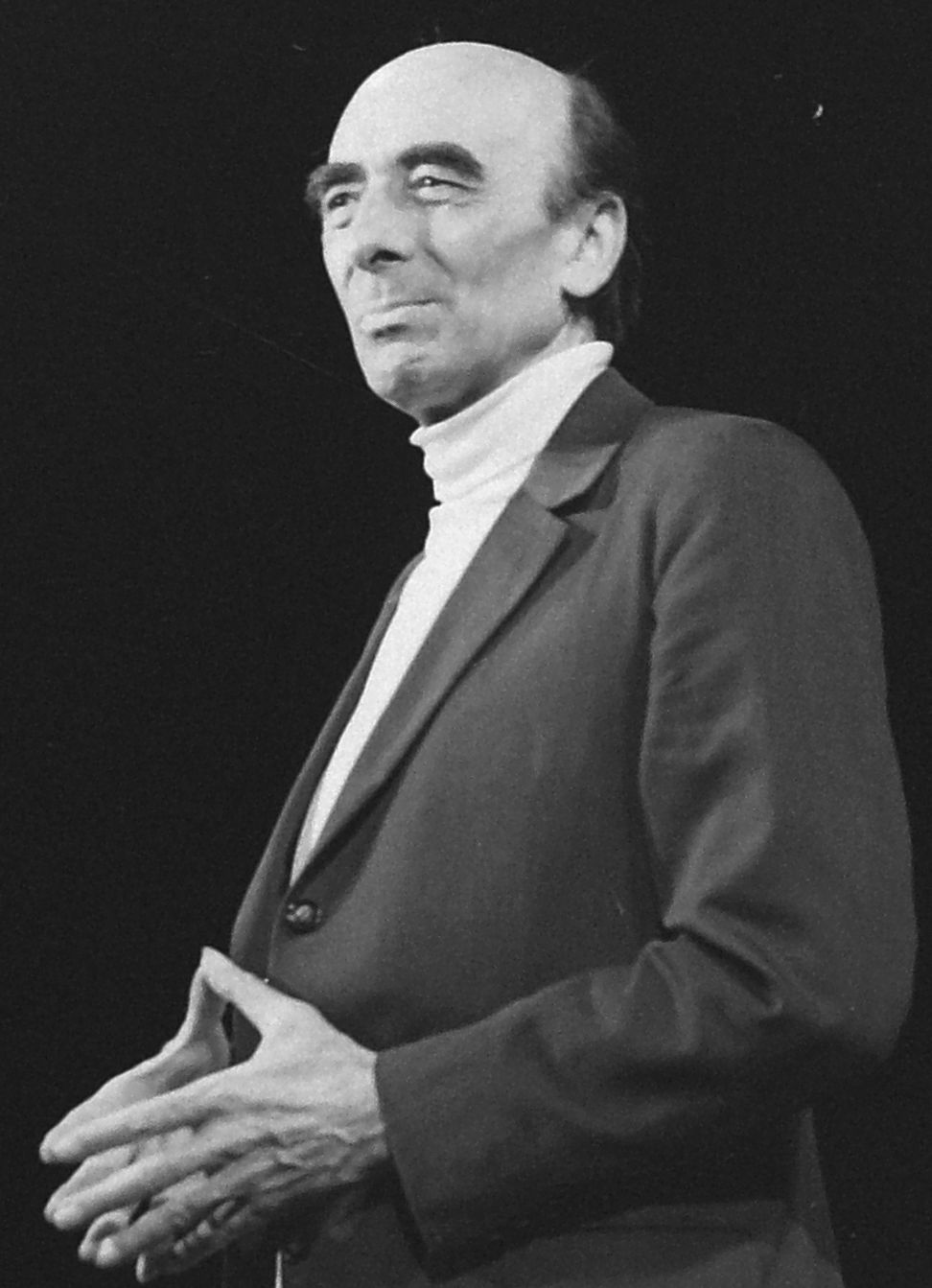
Major Tamás
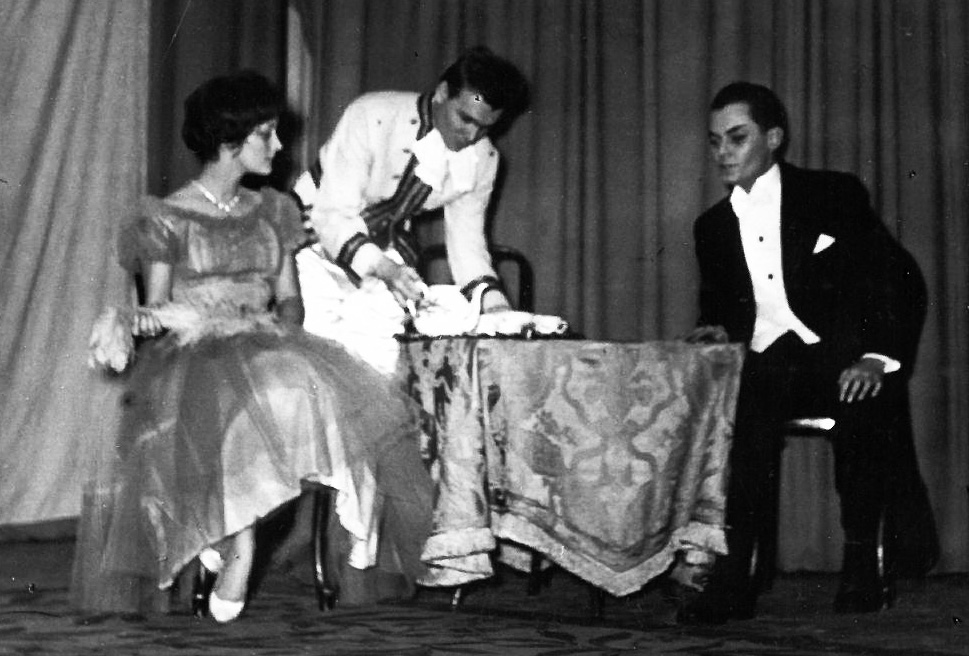
Lehár: "A mosoly országa" az Egyetemi Szinpadon, 1962. XI. 24. - Pászthory Melinda (Lisa), Hevesi Attila (inas) és Rézbányai László (Szu-Csong), Budapest